# 秀美粗背鱂
秀美粗背鱂，為輻鰭魚綱鯉齒目鰕鱂亞目鰕鱂科的其中一種，為熱帶淡水魚，分布於非洲馬達加斯加 Menambery、Fanambana與Ampanobe河流域，體長可達6.8公分，棲息在沙石底質溪流底中層水域，以昆蟲為食，生活習性不明。

## 擴展閱讀
維基物種上的相關：秀美粗背鱂